# Рандолф (Висконсин)
Рандолф (енгл. Randolph) град је у америчкој савезној држави Висконсин.

## Демографија
По попису из 2010. године број становника је 1.811, што је 58 (-3,1%) становника мање него 2000. године.
| Група             | 2000.         | 2010.         |
| Белци             | 1.825 (97,6%) | 1.700 (93,9%) |
| Афроамериканци    | 2 (0,1%)      | 3 (0,2%)      |
| Азијати           | 3 (0,2%)      | 3 (0,2%)      |
| Хиспаноамериканци | 27 (1,4%)     | 86 (4,7%)     |
| Укупно            | 1.869         | 1.811         |